# Silvana Lenzu
Silvana Lenzu (Cagliari, 16 aprile 1948) è un'ex cestista italiana.

## Carriera
Con l'Italia ha disputato i Campionati europei del 1972.